# ريم النميري
ريم النميري (بالإنجليزية: Reem Al Numery)‏ (مواليد 1996) هي ناشطة في مجال حقوق الطفل في اليمن. وعرفت من خلال مقاومة زواج الأطفال. تم تكريمها من قبل وزيرة الخارجية الأمريكي هيلاري كلينتون في 11 مارس 2009، وكانت إحدى الفائزات بجائزة أشجع امرأة دولية لعام 2009 والتي تقدمها وزارة الخارجية الأمريكية. كماأدرجتها مجلة تايم في قائمة أكثر 100 شخصية مؤثرة في العالم لعام 2010.

## السيرة الذاتية
في سن الثانية عشر من عمرها، وعند نهاية الدراسة الابتدائية، أجُبرت ريم بالزواج من ابن عمها البالغ من العمر 30 عاما. رفضت الحضور إلي زواجها ولكن والدها أحضرها للحفل وهي مُقيدة ومُكممة. ووصفت ريم لقنصل الولايات المتحدة ماذا فعل بها زوجها من أجل إتمام مراسم الزواج.
وبعد محاولتين للانتحار، وممارسة ضغوط واهتمام دولي بقضيتها، مُنحت الطلاق من قبل قاضي يمني. وتعيش النميري حاليا مع والدتها.